# Mury miejskie w Saint Tropez
Mury miejskie w Saint-Tropez – ciąg nieistniejących murów miejskich Saint-Tropez wraz z budowlami o charakterze obronnym tj. bramami i basztami, otaczający niegdyś obszar miasta, z którego zachowała się jedna brama oraz trzy baszty i jedna wieża. 

## Historia i opis

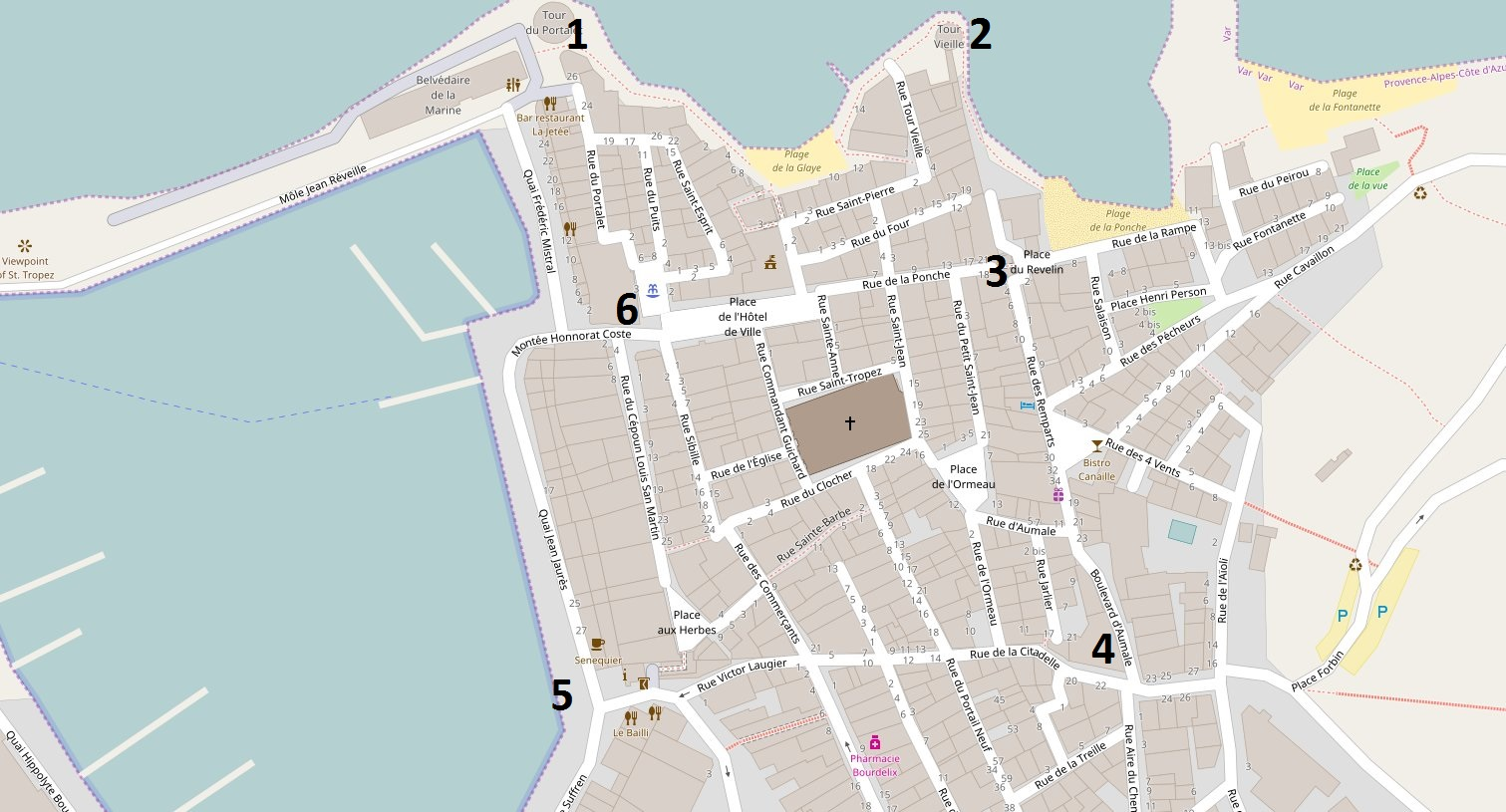
Pozostałości murów miejskich:
1 - Wieża Portalet;
2 - Wieża Stara;
3 - Brama Revelen;
4 - Wieża Jarlier;
5 - Wieża Saint-Elme (nie istnieje);
6- Wieża Suffren

Mury miejskie Saint-Tropez pochodzą z pierwszej połowy XVI wieku, kiedy zostały zbudowane głównie z myślą o obronie przed zagrożeniem ze strony piratów berberyjskich. W ich ciągu znajdowały się cztery narożne baszty, spośród których trzy zachowały się (Wieża Portalet, Wieża Stara, Wieża Jarlier). Przetrwała także jedna brama (Porte du Revelen), znajdująca się po wschodniej stronie dawnych murów, od strony cytadeli oraz zamieszkana Wieża Suffren, pełniąca niegdyś funkcję donżonu. Nie zachowała się natomiast nadbrzeżna baszta, Wieża Saint-Elme (Tour de Saint-Elme). 
Wieża Portalet (Tour du Portalet) usytuowana jest na północnym nabrzeżu Saint-Tropez. Zbudowana została z kamienia w XVI wieku, dawniej nazywana „Wieżą Króla”. W jej pobliżu znajduje się kamień pamiątkowy z tablicą, poświęcony amerykańskim, brytyjskim i francuskim żołnierzom, którzy 15 sierpnia 1944 roku uczestniczyli w desancie na plaże Prowansji w ramach Operacji Dragoon. 
Z XVI wieku pochodzi również Wieża Stara (Tour Vieille), położona także nad brzegiem morza, w dawnym północno-wschodnim narożniku murów miejskich. Dawniej nazywana „Wieżą Rzeźników”, od znajdującej się w pobliżu jatek.
Kolejną zachowaną basztą z obrębu dawnych murów jest Wieża Jarlier (Tour Jarlier). Zbudowana z kamienia w latach 1541–1569, była najważniejszą i największą z fortyfikacji miejskich. Kształtem przypominała dziób statku. Oprócz funkcji obronnych, była wykorzystywana przez miejscową ludność do przechowywania i młócenia zbóż. W 1962 roku została uznana za monument historique. 
W skład umocnień wchodziła również kamienna, trzypiętrowa Wieża Suffren (Tour Suffren), która była zamieszkana i z tego powodu pełniła funkcję donżonu. Została zbudowana w XVI wieku i zastąpiła prawdopodobnie wcześniejszą budowlę z XI stulecia. 

## Galeria

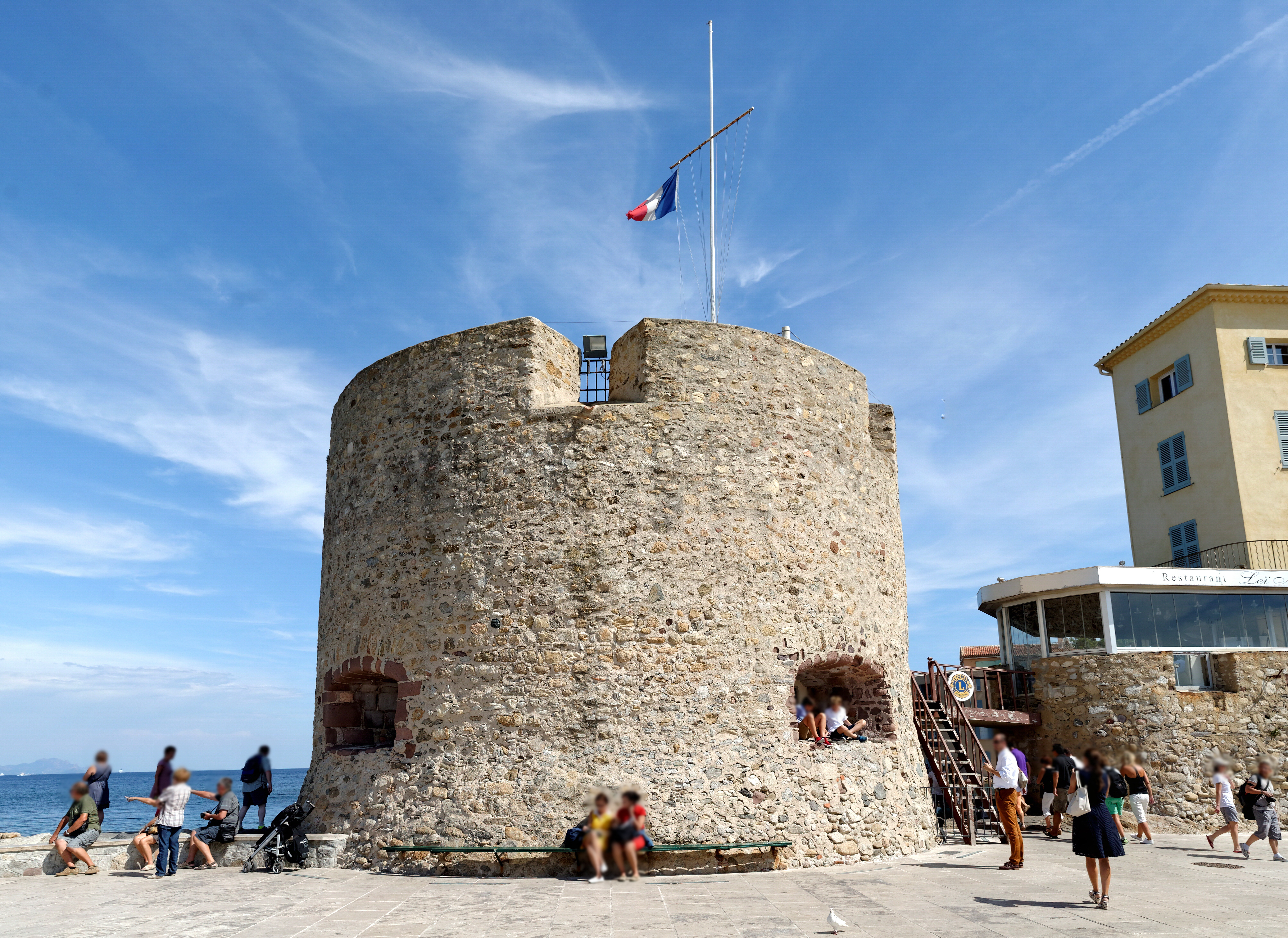
Wieża Portalet
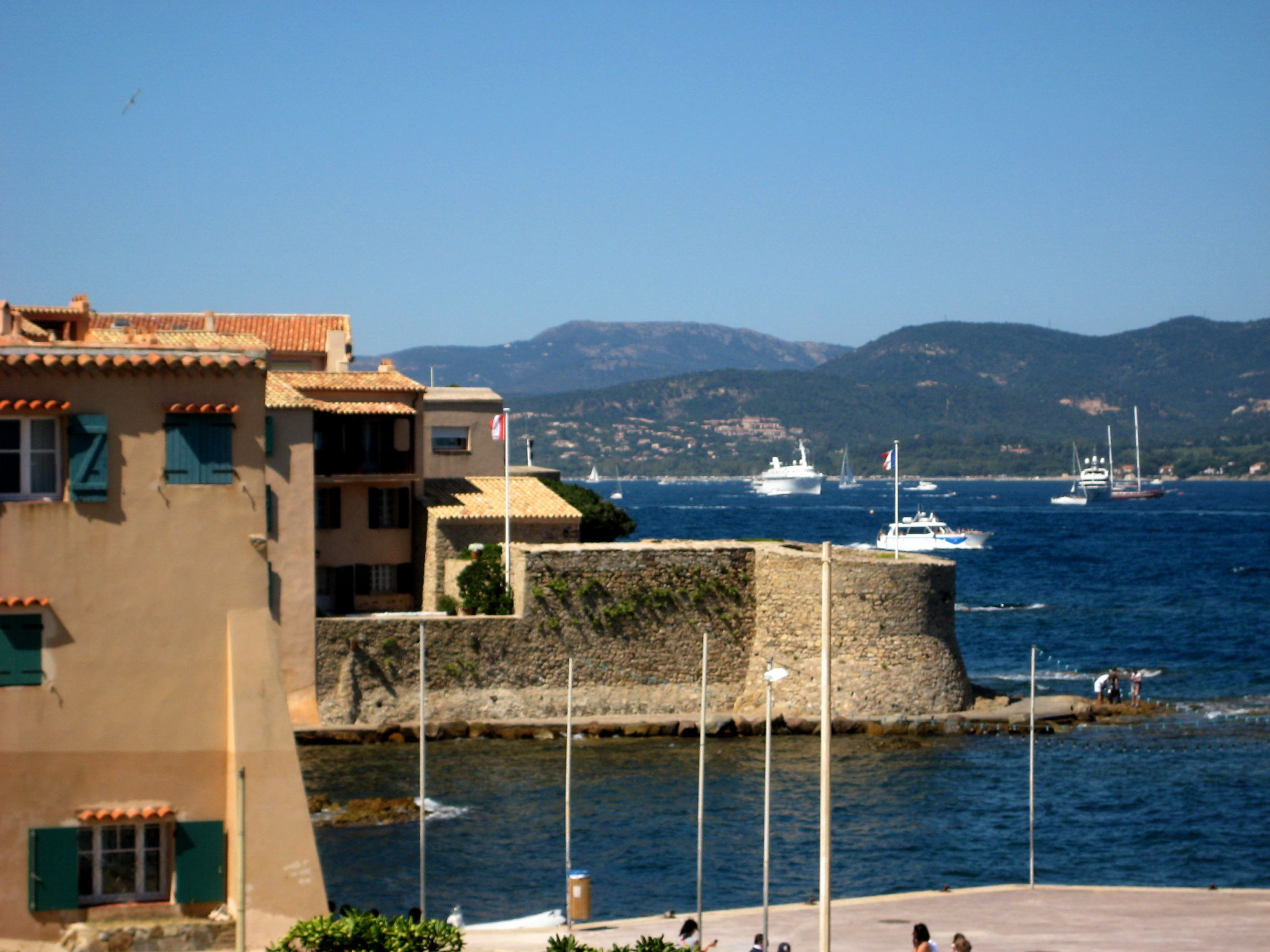
Stara Wieża w tle
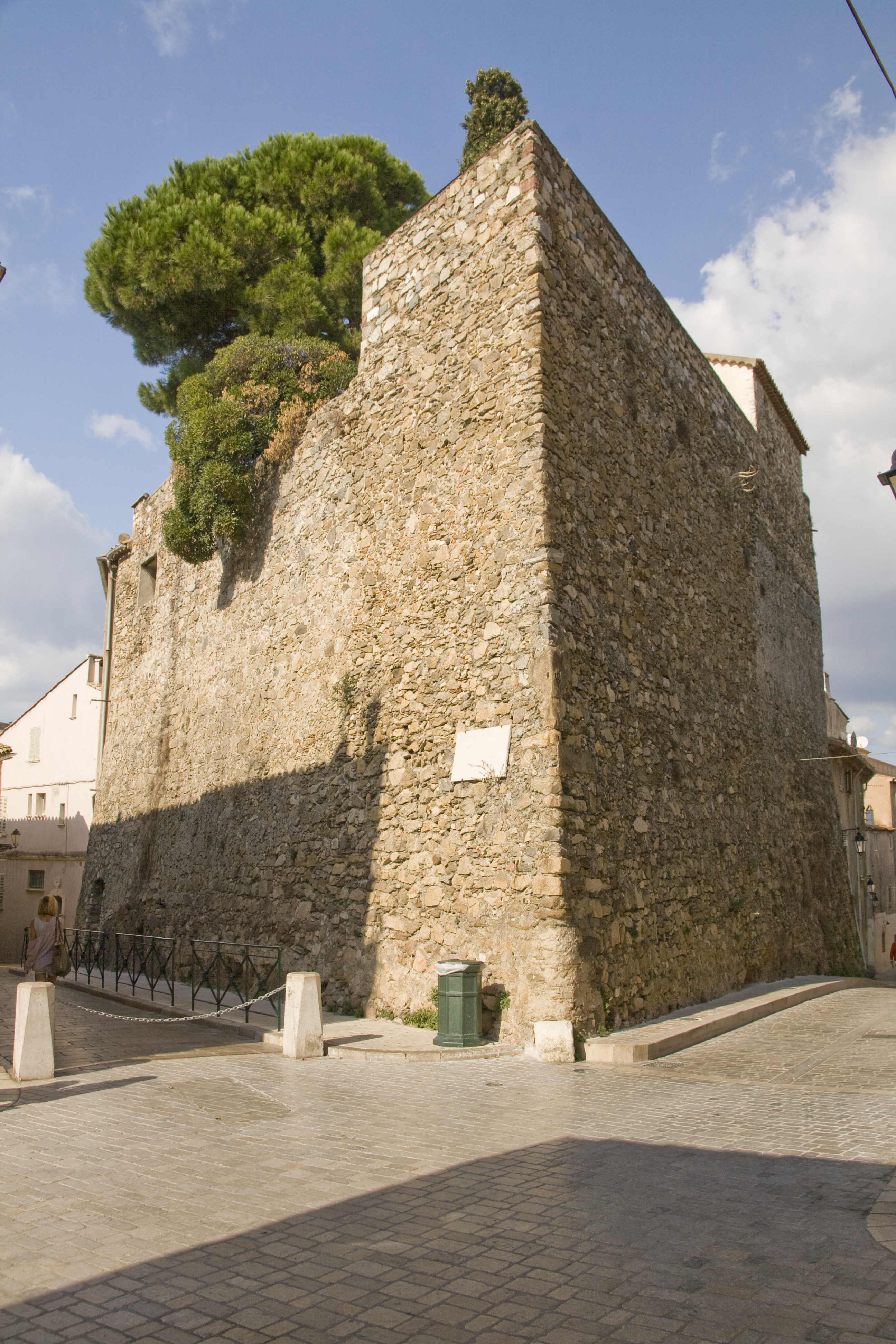
Wieża Jarlier
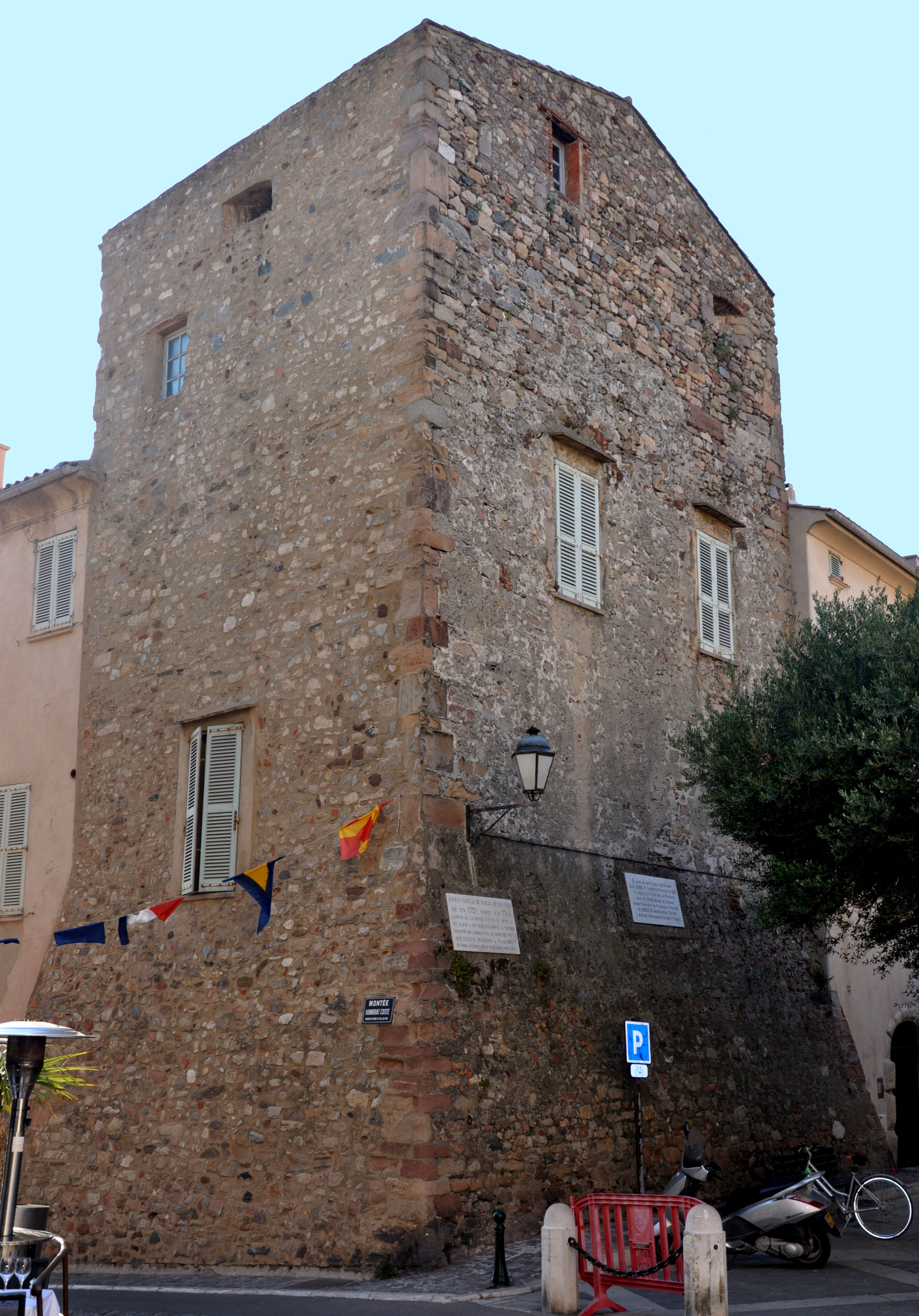
Wieża Suffren